# マット・フレボラ
マット・フレボラ（Matt Frevola、1990年6月11日 - ）は、アメリカ合衆国の男性総合格闘家。ニューヨーク州ハンティントン出身。セラ・ロンゴ・ファイトチーム/グレイシー・タンパ・サウス所属。

## 来歴
レスリング、アメリカンフットボール、野球、ラクロスなどのスポーツを経験し、高校時代からレスリングと並行してブラジリアン柔術を始めた。2014年にプロ総合格闘技デビュー。
2017年8月29日、Dana White's Contender Series 8でホセ・フローレスと対戦し、肩固めで2R一本勝ちを収め、UFCとの契約権を獲得した。

### UFC
2018年1月14日、UFC初参戦となったUFC Fight Night: Stephens vs. Choiでマルコ・ポーロ・レイエスと対戦し、右ストレートで1RKO負け。
2018年11月3日、UFC 230でランド・バンナータと対戦し、0-1の判定ドロー。海外MMAメディアサイトの採点では23人中14人の記者がフレボラの勝利を支持した。
2021年1月24日、UFC 257でアルマン・ツァルキヤンと対戦し、0-3の判定負け。この試合はツァルキヤンがライト級リミットから1ポンド体重超過をしたため、ファイトマネーの20%をフレボラに譲渡して行われた。
2023年5月6日、UFC 288でライト級ランキング14位のドリュー・ドーバーで対戦し、右フックでダウンを奪いパウンドで1RTKO勝ち。パフォーマンス・オブ・ザ・ナイトを受賞した。

## 戦績
| 総合格闘技 戦績 | 総合格闘技 戦績 | 総合格闘技 戦績 | 総合格闘技 戦績 | 総合格闘技 戦績 | 総合格闘技 戦績 | 総合格闘技 戦績 |
| --------------- | --------------- | --------------- | --------------- | --------------- | --------------- | --------------- |
| 17 試合         | (T)KO           | 一本            | 判定            | その他          | 引き分け        | 無効試合        |
| 11 勝           | 4               | 3               | 4               | 0               | 1               | 0               |
| 5 敗            | 4               | 0               | 1               | 0               | 1               | 0               |

| 勝敗 | 対戦相手                 | 試合結果                            | 大会名                                   | 開催年月日     |
| ×    | ファレス・ジアム         | 3R 2:59 KO（右膝蹴り）              | UFC Fight Night: Moicano vs. Saint Denis | 2024年9月28日  |
| ×    | ブノワ・サン＝デニ       | 1R 1:31 KO（左ハイキック→パウンド） | UFC 295: Procházka vs. Pereira           | 2023年11月11日 |
| ○    | ドリュー・ドーバー       | 1R 4:08 TKO（右フック→パウンド）    | UFC 288: Sterling vs. Cejudo             | 2023年5月6日   |
| ○    | オットマン・アツァイター | 1R 2:30 KO（左フック→パウンド）     | UFC 281: Adesanya vs. Pereira            | 2022年11月12日 |
| ○    | ゴンサロ・バルデス       | 1R 3:15 TKO（パウンド）             | UFC 270: Ngannou vs. Gane                | 2022年1月25日  |
| ×    | テランス・マッキニー     | 1R 0:07 KO（左ストレート→パウンド） | UFC 263: Adesanya vs. Vettori 2          | 2021年6月12日  |
| ×    | アルマン・ツァルキヤン   | 5分3R終了 判定3-0                   | UFC 257: Poirier vs. McGregor 2          | 2021年1月24日  |
| ○    | ルイス・ペーニャ         | 5分3R終了 判定2-1                   | UFC Fight Night: Joanna vs. Waterson     | 2019年10月12日 |
| ○    | ジェイリン・ターナー     | 5分3R終了 判定3-0                   | UFC 236: Holloway vs. Poirier 2          | 2019年4月13日  |
| △    | ランド・バンナータ       | 5分3R終了 判定0-1                   | UFC 230: Cormier vs. Lewis               | 2018年11月3日  |
| ×    | マルコ・ポーロ・レイエス | 1R 1:00 KO（右ストレート）          | UFC Fight Night: Stephens vs. Choi       | 2018年1月14日  |
| ○    | ホセ・フローレス         | 2R 3:32 肩固め                      | Dana White's Contender Series 8          | 2017年8月29日  |
| ○    | ハウシュ・マンフィオ     | 5分3R終了 判定3-0                   | Titan FC 43                              | 2017年1月21日  |
| ○    | トレント・マクデイド     | 1R 0:55 ギロチンチョーク            | RFC 37: No Mercy                         | 2016年7月22日  |
| ○    | エマニュエル・ラミレス   | 5分3R終了 判定3-0                   | Absolute Fighting Championship 25        | 2016年4月1日   |
| ○    | マイク・ディアンジェロ   | 1R 2:46 KO（パンチ）                | RFC 35: Showdown                         | 2015年11月13日 |
| ○    | ジョシュ・ザッカーマン   | 1R 2:50 腕ひしぎ三角固め            | WSOF 15                                  | 2014年11月15日 |

## 表彰
- UFC パフォーマンス・オブ・ザ・ナイト（1回）